# Impaled
Gli Impaled sono una band death metal e goregrind statunitense formatasi nel 1996 ad Oakland, California.

## Formazione

### Formazione attuale
- Sean McGrath – chitarra e voce (1996-)
- Jason Kocol – chitarra e voce (2003-)
- Ross Sewage – basso e voce (1998-)
- Raul Varela – batteria (1996-)

### Ex componenti
- Jeremy Frye – voce (1996)
- Leon del Muerte – chitarra e voce (1997-2001)
- Jared Deaver – chitarra e voce (1996-1998)
- Andrew LaBarre – chitarra e voce (2001-2003)
- Ron Dorn – basso e voce (1996-1998)
- Tom Persons – basso (1998)

## Discografia

### Album in studio
- 2000 – The Dead Shall Dead Remain (Death Vomit Records)
- 2002 – Mondo Medicale (Necropolis Records, Century Media Records)
- 2005 – Death After Life (Century Media Records)
- 2007 – The Last Gasp (Willowtip Records, Candlelight Records, Embrace My Funeral Records)
- 2013 – The Dead Still Dead Remain (Willowtip Records)

### Raccolte
- 2001 – Choice Cuts (Death Vomit Records)

### Split
- 1999 – Impaled / Cephalic Carnage (Headfucker Records)
- 2000 – Impaled / Engorged (Discos Al Pacino)
- 2003 – Dementia Rex (Razorback Records)

### EP
- 2002 – Medical Waste
- 2007 – Digital Autopsy

### Demo
- 1997 – Septic Vomit
- 1999 – From Here to Colostomy